# Partiti politici in Groenlandia
I partiti politici in Groenlandia sono principalmente cinque, con un sistema multipartitico con due o tre formazioni forti e un'ulteriore che ha successo elettorale.

## Partiti

### Partiti attuali
- Siumut
- Inuit Ataqatigiit
- Democratici (Demokraatit)
- Nunatta Qitornai
- Partii Naleraq
- Partito Associazione di Candidati (Kattusseqatigiit)
- Atassut
- Suleqatigiissitsisut

### Partiti del passato
- Partito Inuit (Partii Inuit)